# Türr Lajos
Türr Lajos (teljes nevén: Türr Lajos Simon, Vaskút (Bács-Bodrog megye), 1846. október 28. – Kecskemét, 1926. április 23.) bölcseleti doktor, állami főgimnáziumi tanár.

## Élete
Vaskúton született Thür (Türr) Lajos és Radits (Radich) Viktória gyermekeként. Az érettségi letétele után magánúton végezte a jogi és bölcseleti tanfolyamot. 1880-ban tett tanári vizsgát történelemből és földrajzból Budapesten. 1878-től működött tanárként, tanított Lugoson, Zentán, Rózsahegyen, Székesfehérvárt, Sopronban, Besztercebányán); 1890-től 1895-ig a pozsonyi állami főreáliskolában. 1895. február 18-án a nagyváradi főreáliskolához helyeztetett át; innét Kecskemétre ment; majd a pancsovai állami főgimnázium tanára lett. 1926-ban hunyt el, halálát agyguta okozta. Felesége Wessermann Lujza volt.
Számos közérdekű cikket írt a zombori lapokba; cikke a székesfehérvári főreáliskola Értesítőjében (1883. A magyarok és ozmánok első harczai). Egy ideig a Kecskeméti Lapok szerkesztője is volt.

## Munkája
- Két királyi vetélytárs. Tört. tanulmány. Sopron, 1889.